# Jovanja
Jovanja (Servisch cyrillisch Јовања) is een plaats in de Servische gemeente Valjevo. De plaats telt 310 inwoners (2002).

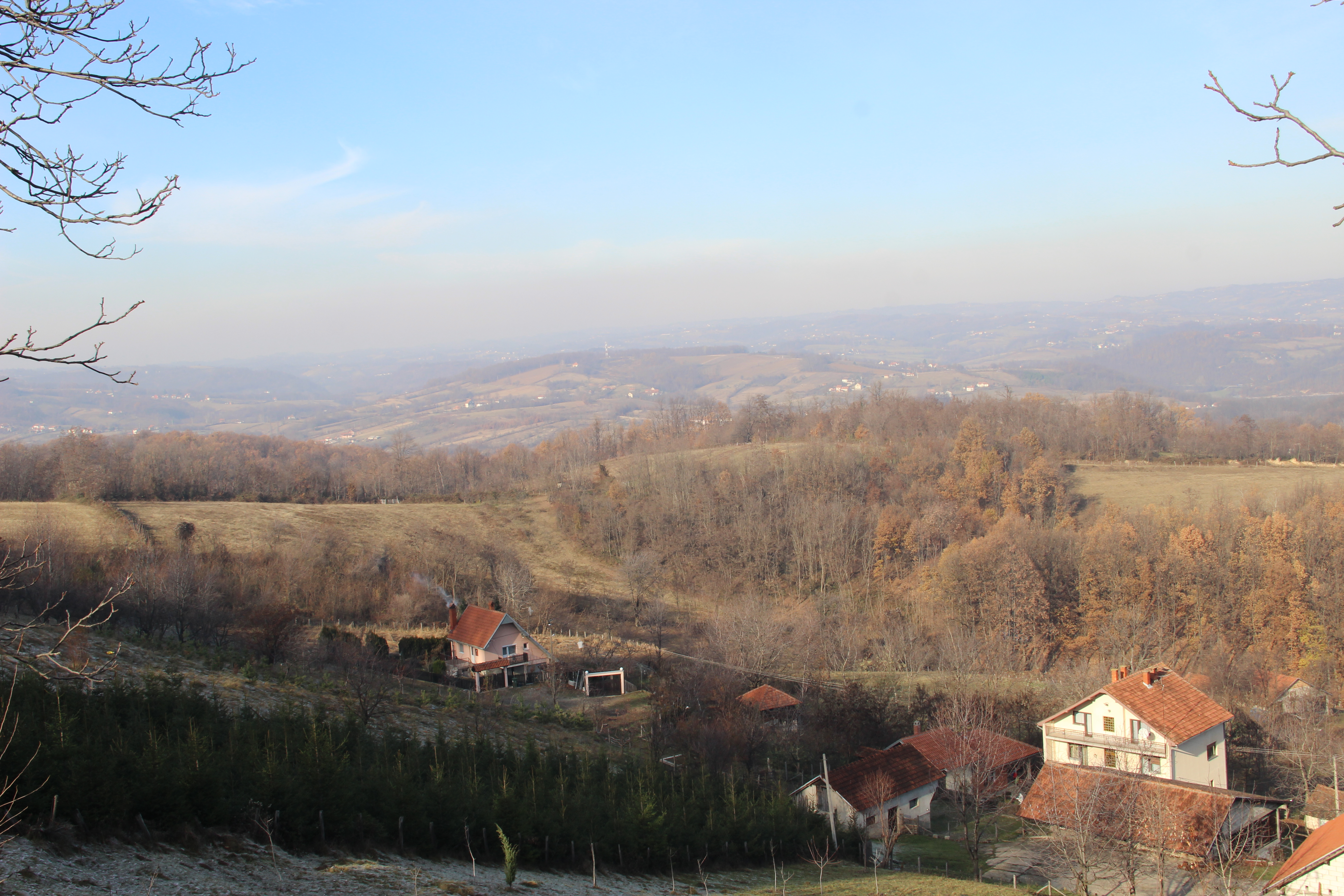
Jovanja - panorama
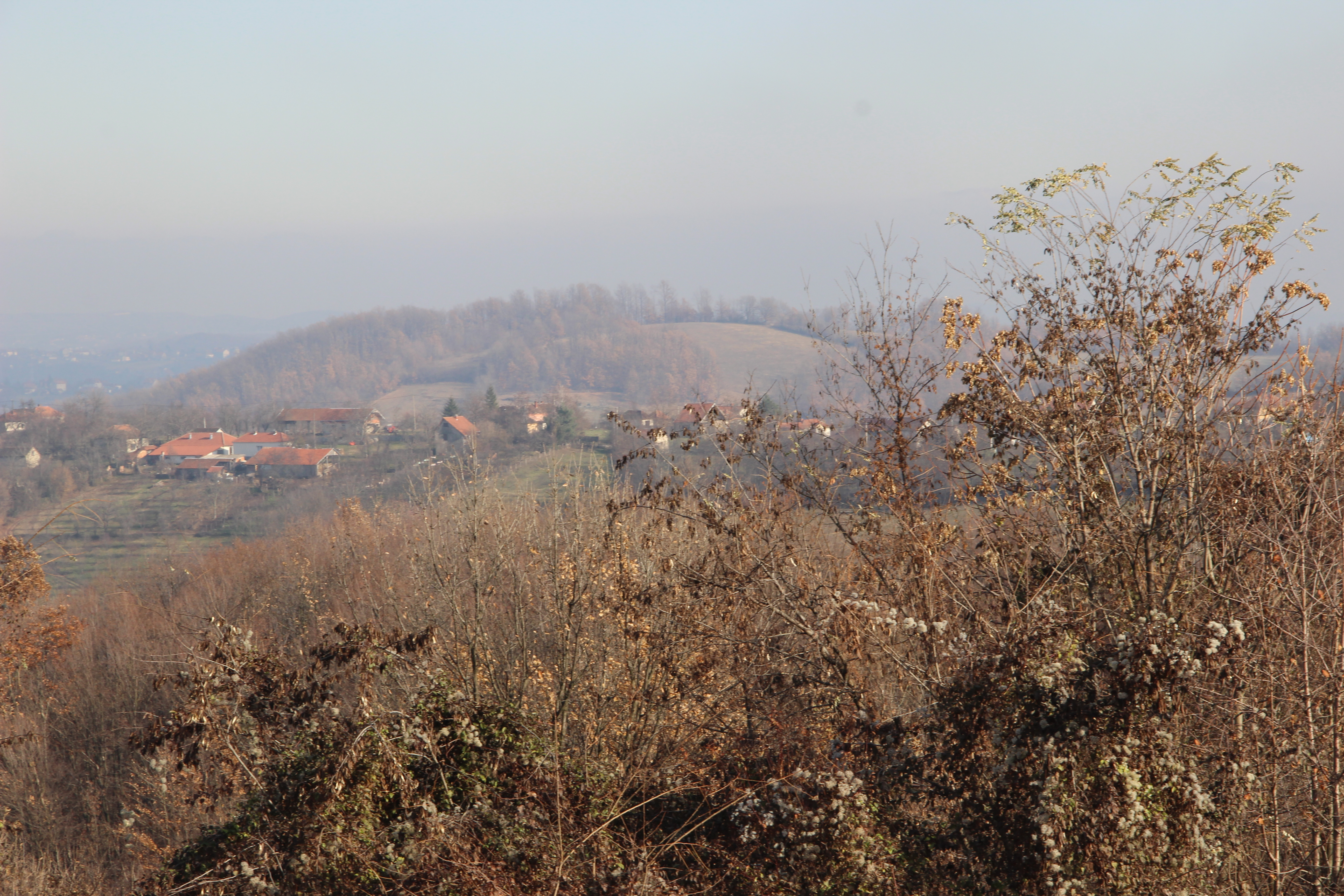
Jovanja - panorama
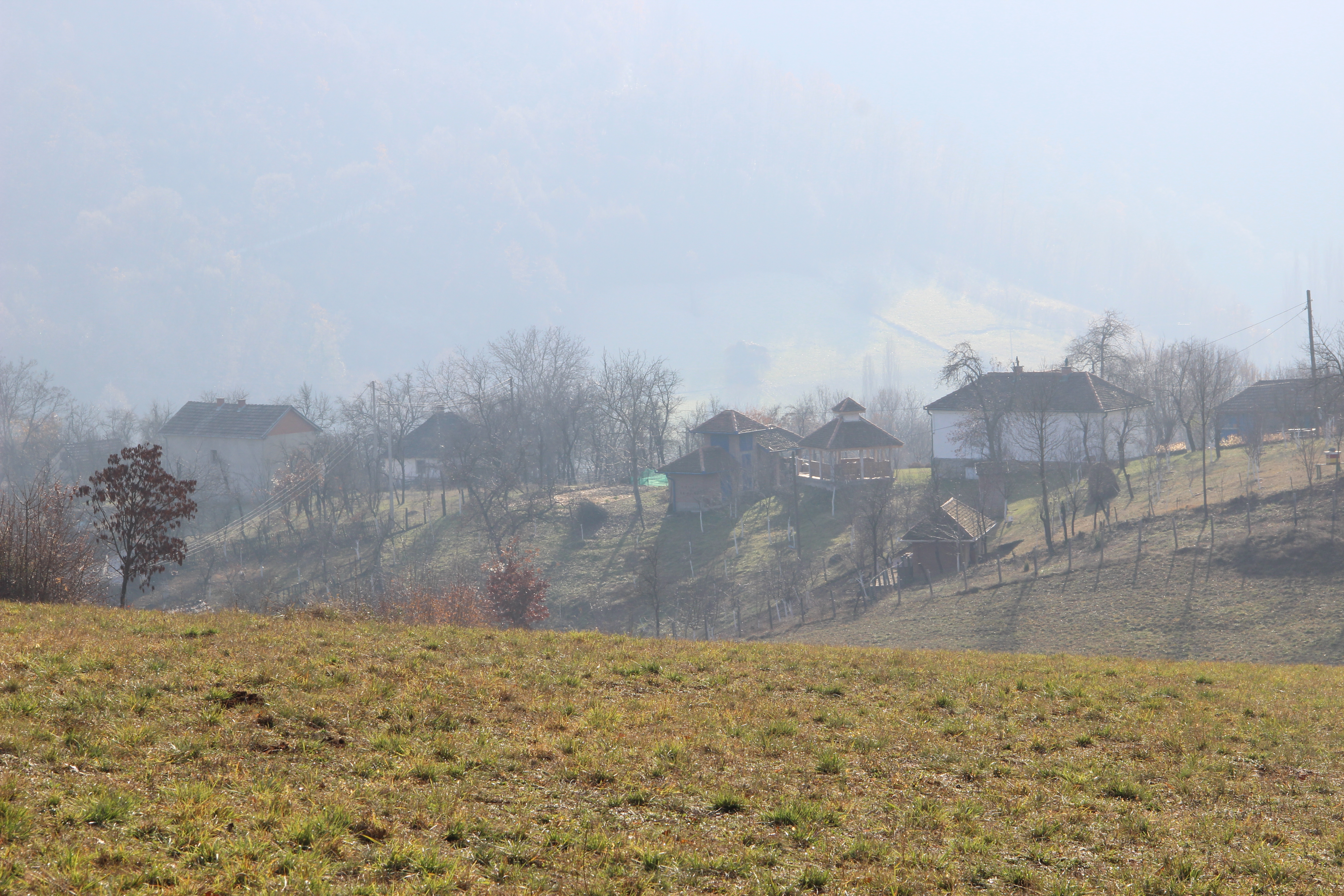
Jovanja - panorama
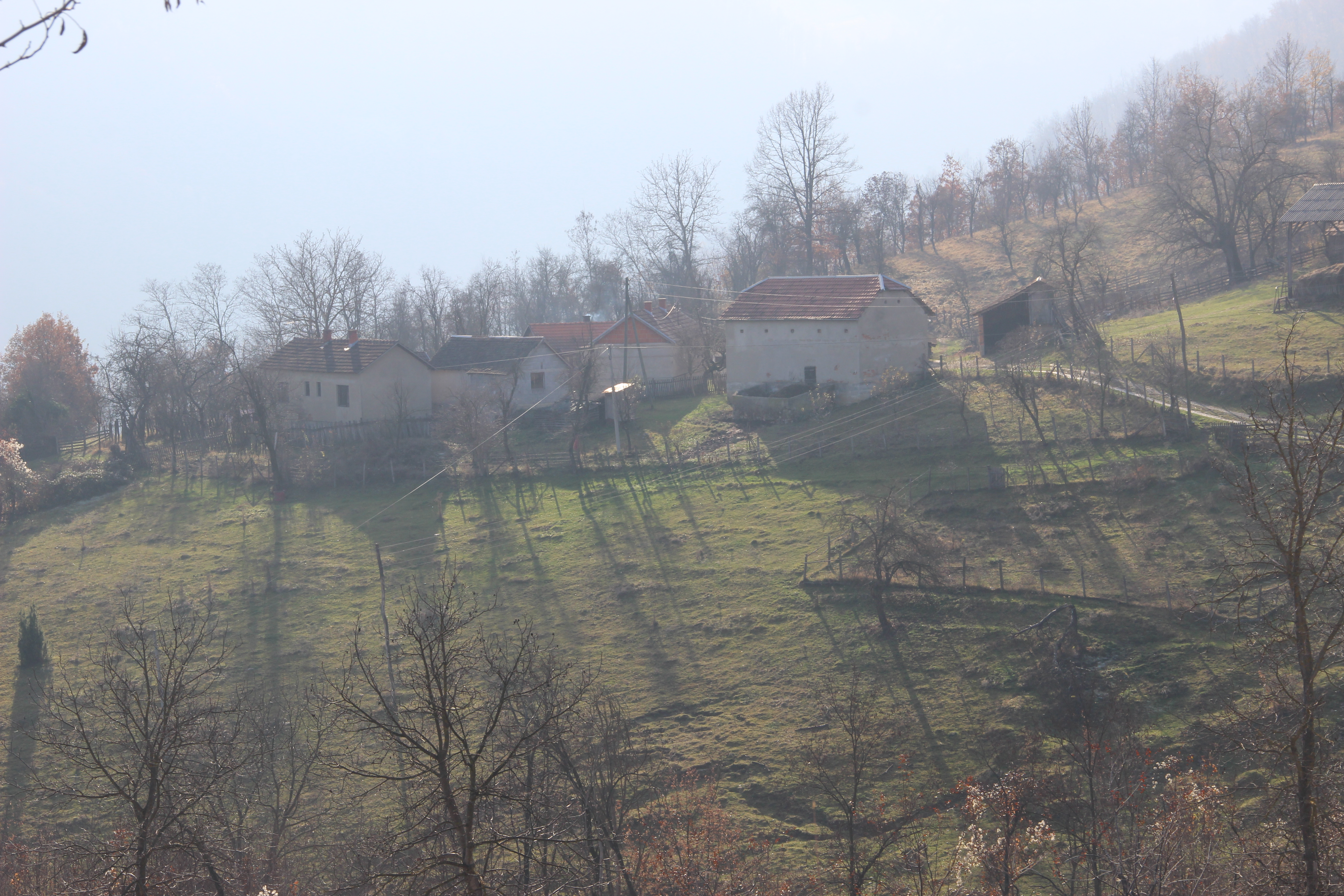
Jovanja - panorama
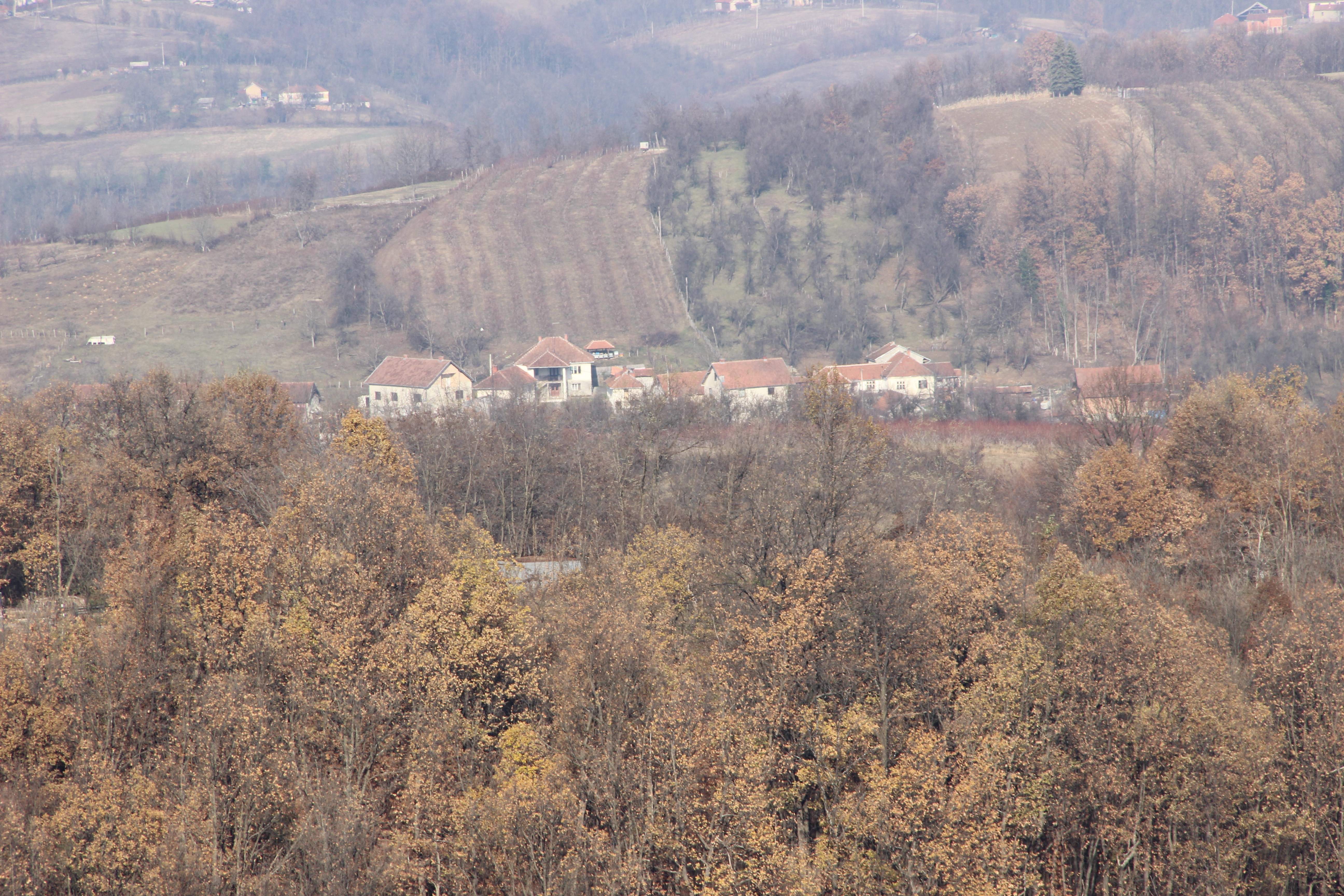
Jovanja - panorama
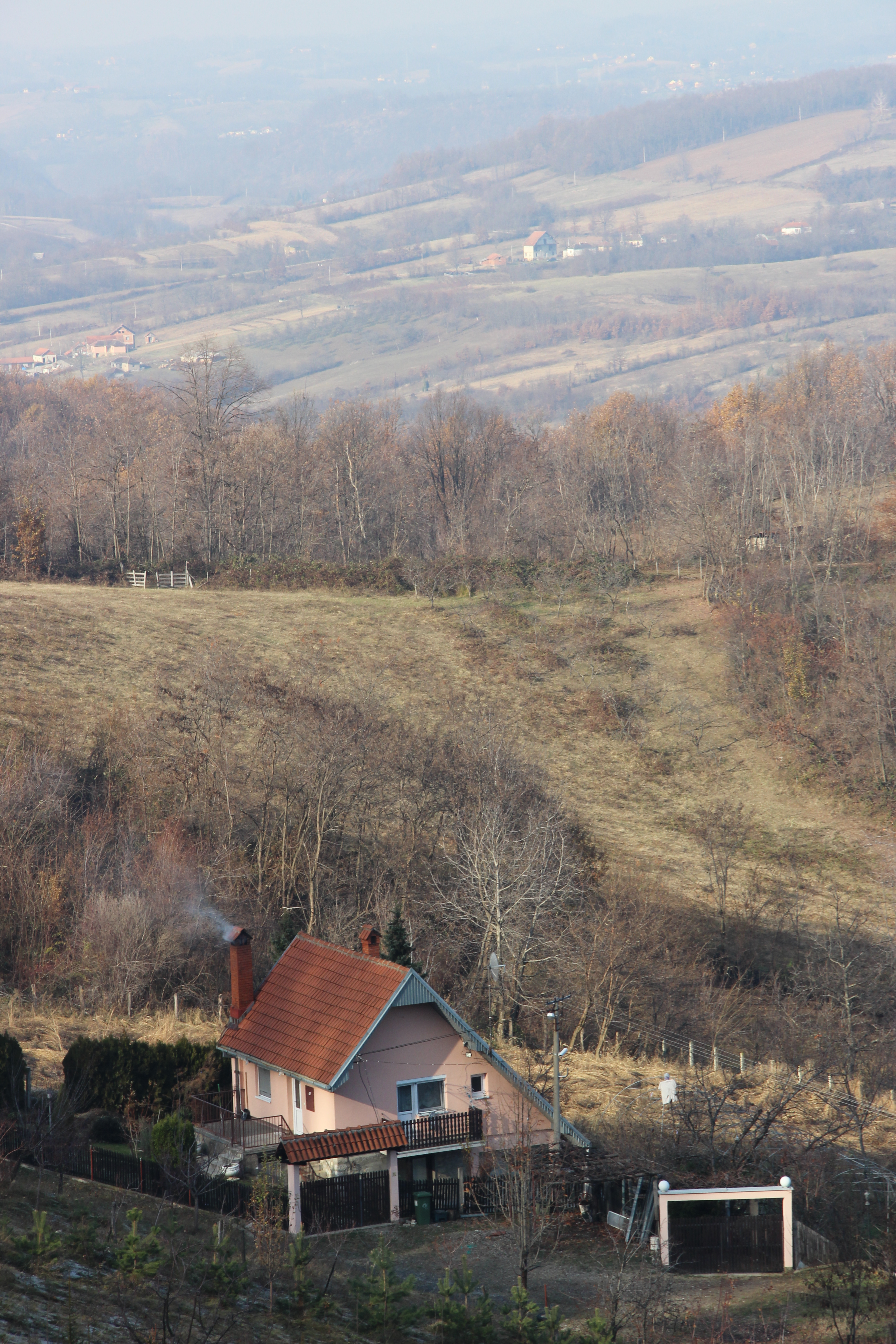
Jovanja - panorama
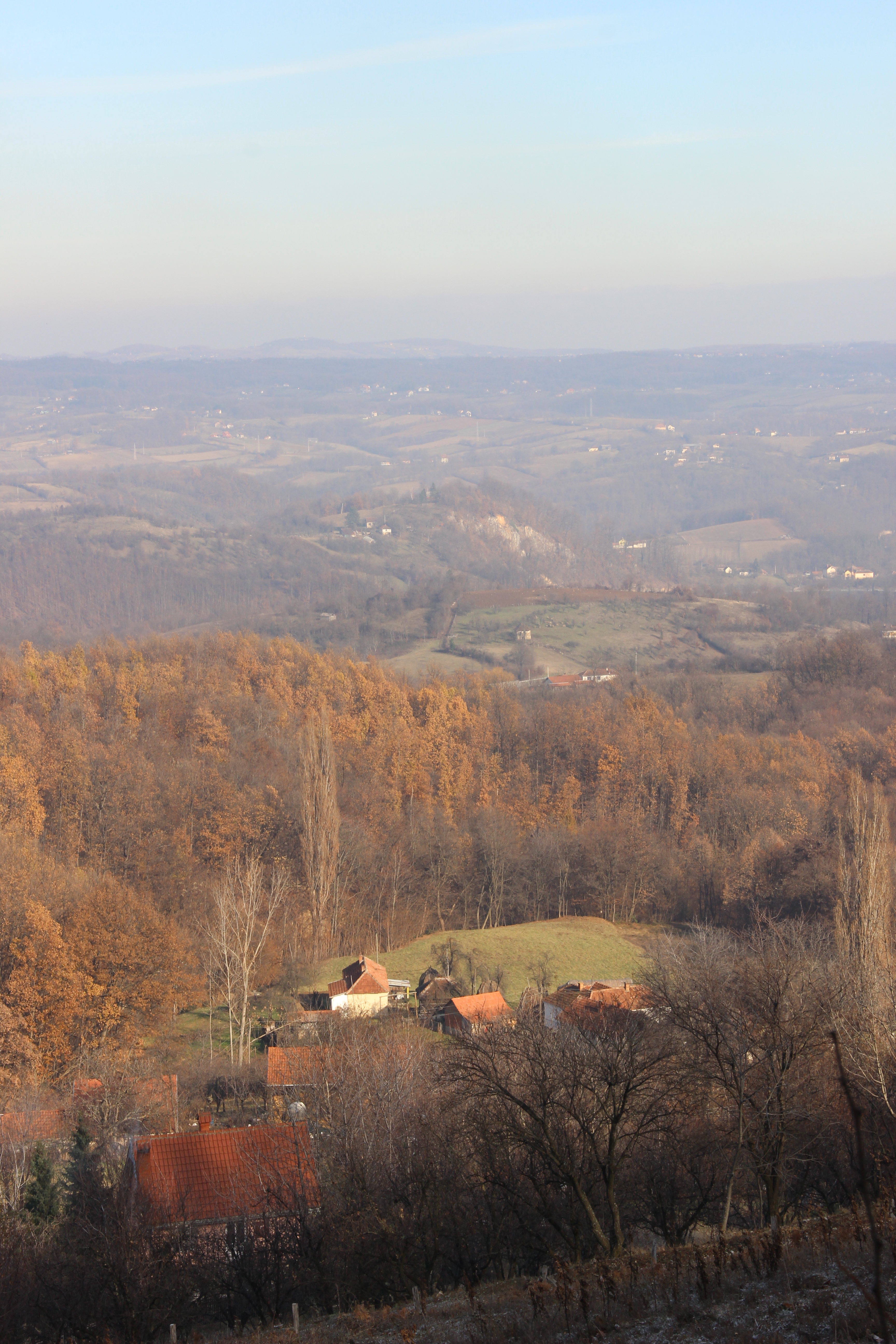
Jovanja - panorama